# Yücel Yeşilgöz
Yücel Yeşilgöz (Tunceli, 1951) is een Nederlandse criminoloog en mensenrechtenactivist van Turks-Koerdische afkomst. Hij komt oorspronkelijk uit het oostelijke deel van Turkije en was daar vakbondsman.

## Biografie
Yeşilgöz werd in 1951 geboren in Tunceli in het oosten van Turkije, in de gelijknamige provincie, die een grote Zaza en Koerdische populatie kent.
Yeşilgöz studeerde rechten aan de Universiteit van Ankara en trad daarna in dienst van een linkse vakbond, die deel was van de eveneens linkse vakcentrale DİSK (Türkiye Devrimci İşçi Sendikaları Konfederasyonu - Federatie van Progressieve (eigenlijk: Revolutionaire) Arbeiders uit Turkije). Toen deze centrale en de bij haar aangesloten vakbonden na de militaire staatsgreep van 12 september 1980 verboden werden, moest Yeşilgöz onderduiken. In 1984 lukte het hem via Irak en Iran naar Nederland te vluchten.
In Nederland begon hij zijn werkzaamheden in 1985 als docent voor moderne Turkse literatuur bij de Vakgroep Oosterse talen en culturen van de Universiteit Utrecht. Daarna was hij drie jaar als wetenschappelijk medewerker verbonden aan het Centre for Race and Ethnic Studies en docent Turkse en Koerdische talen van de Vakgroep Arabische en Islamitische studie van de Universiteit van Amsterdam. Sinds 1989 is hij verbonden aan het Willem Pompe Instituut voor strafrechtswetenschappen van de Universiteit Utrecht, waar hij in 1995 promoveerde tot doctor in de criminologie. Zijn proefschrift "Allah, satan en het recht: communicatie met Turkse verdachten" verscheen ook in een handelseditie, die werd uitgegeven door Gouda Quint bv.
Al jaren doet hij onderzoek naar criminaliteit onder Turken en Koerden in Nederland, waarover hij ook regelmatig publiceert. In 2004 werd hij plaatsvervangend lid van de Commissie gelijke behandeling, die in 2012 opging in het College voor de Rechten van de Mens.

## Privé
Yücel Yeşilgöz was getrouwd met Fatma Özgümüş, directeur van Vluchtelingen Organisaties Nederland (VON). Het huwelijk eindigde in een echtscheiding. Hun oudste dochter is de VVD-politica Dilan Yeşilgöz.
- Digitale Bibliotheek voor de Nederlandse Letteren: yesi001
- International Standard Name Identifier: 0000 0000 4510 869X
- Library of Congress Control Number: n98052793
- Nederlandse Thesaurus van Auteursnamen: 074696270
- Virtual International Authority File: 1786503
- WorldCat: E39PBJgRW3f8m4RQVjcd78MHG3